# William Henry Lippincott
William Henry Lippincott (geboren 6. Dezember 1849 in Philadelphia; gestorben 16. März 1920 in New York City) war ein amerikanischer Porträt- und Landschaftsmaler.

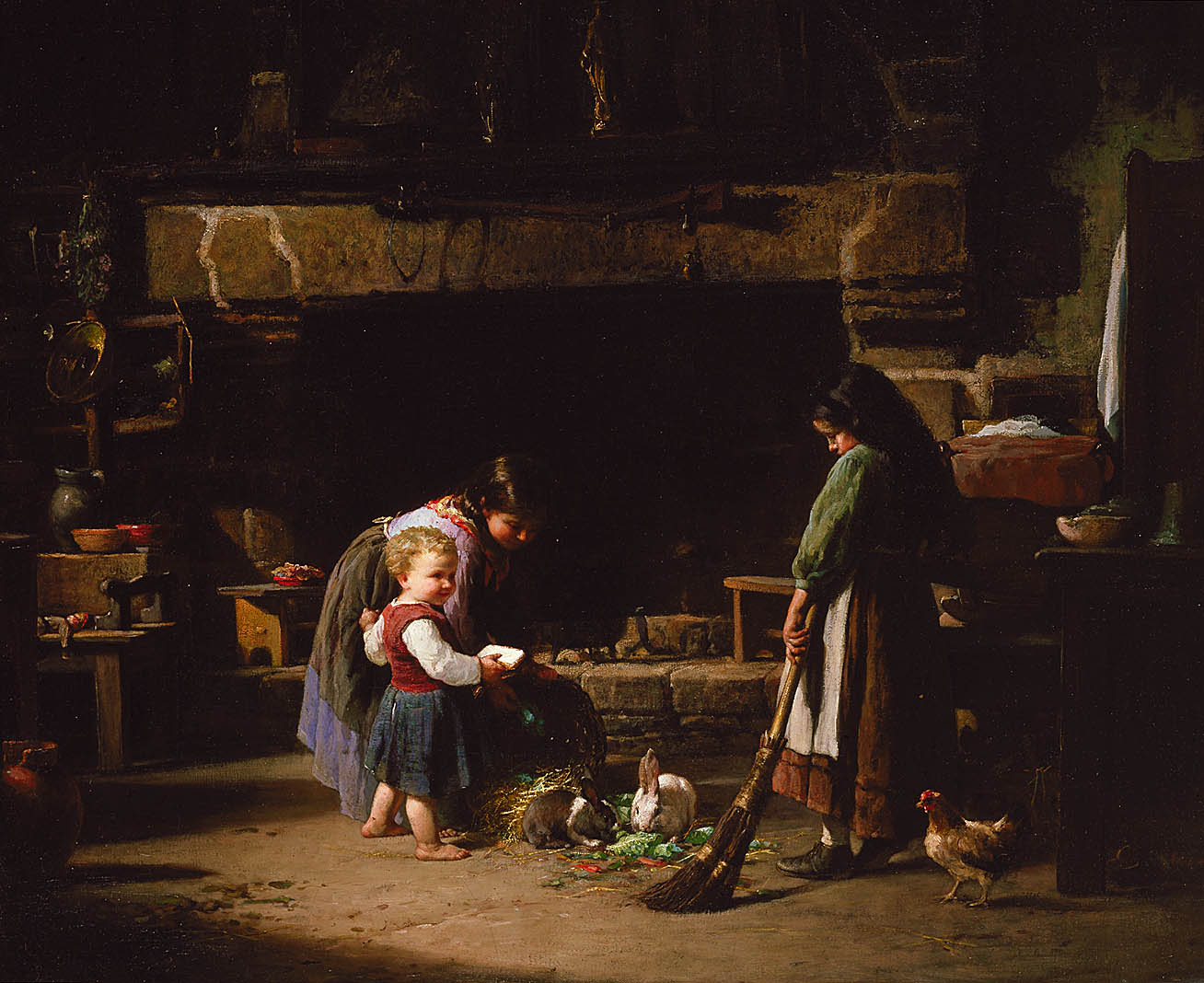
Breton Children Feeding Rabbits, 1978

## Leben und Werk
Lippincott wurde in Philadelphia geboren und ging auf eine Schule der Quäker, danach begann er sein Kunststudium an der Pennsylvania Academy of the Fine Arts. Er wurde Illustrator und später Bühnenkünstler am Arch Street Theater. 1874 ging er als Schüler von Léon Bonnat an der Societe de Artistes Francais für acht Jahre nach Paris, wo er auch am Pariser Salon ausstellte. Er wohnte in einer Wohnung gemeinsam mit den ebenfalls aus den Vereinigten Staaten stammenden Künstlern Edwin Blashfield, Charles S. Pearce und Milne Ramsey.

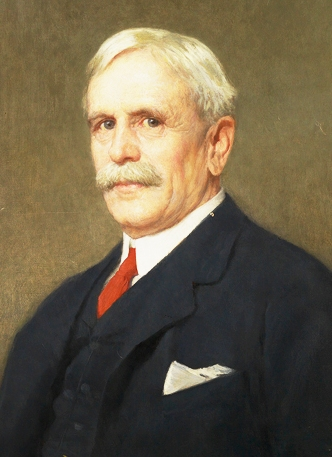
Porträt des William Rutherford Mead, 1910

1882 kehrte er in die Vereinigten Staaten zurück und baute ein Atelier am Broadway in New York City auf. Dort wurde er 1883 Professor für Malerei an der National Academy of Design und stellte regelmäßig auf Ausstellungen amerikanischer Kunst aus. 1885 wurde er gewähltes Associate Member der National Academy und ab 1897 vollwertiges Mitglied, daneben war er Mitglied der American Water Color Society, der Society od American Etchers und der Century Association.
Lippincott malte vor allem Porträts, häufig Kinderporträts, und Familienszenen aus der Arbeiterklasse. Zu seinen bekanntesten Werken gehörte „The Duck’s Breakfast“, „Love’s Ambush“ und „Pleasant Reflections“.

## Belege
1. 1 2  Biografie auf antiquesandfineart.com, abgerufen am 14. Mai 2015.
2. 1 2 3 4  Lippincott, William Henry. In: Mantle Fielding: Dictionary of American Painters, Sculptors and Engravers. 1926, enlarged version Modern Books and Crafts 1974, ISBN 0-913274-03-8, S. 217–218.
3. 1 2 3  David Bernard Dearinger: Paintings and Sculpture in the Collection of the National Academy of Design: 1826-1925. Hudson Hills, 2004; S. 359. (Google Books)
4. ↑  nationalacademy.org: Artists & Architects "L" / William Henry Lippincott 1849 - 1920 (Memento vom 29. Dezember 2015 im Internet Archive) (abgerufen am 1. Juli 2015)

| Personendaten    | Personendaten                                |
| ---------------- | -------------------------------------------- |
| NAME             | Lippincott, William Henry                    |
| KURZBESCHREIBUNG | amerikanischer Porträt- und Landschaftsmaler |
| GEBURTSDATUM     | 6. Dezember 1849                             |
| GEBURTSORT       | Philadelphia                                 |
| STERBEDATUM      | 16. März 1920                                |
| STERBEORT        | New York City                                |